# Richard F. Hamilton (Politikwissenschaftler)
Richard Frederick Hamilton (* 18. Januar 1930 in Kenmore, New York; † 15. Juni 2022) war ein US-amerikanischer Politikwissenschaftler und Historiker, der an der Ohio State University lehrte.
Hamilton studierte an der University of Michigan 1947 bis 1948, wechselte zur University of Chicago bis zum Bachelor of Arts 1950. Dann ging er zur Columbia University für den Master of Arts 1953, diente in der Armee 1954 bis 1956 und begann als Lehrer am Skidmore College und dann am Harpur College 1959. 1963 beendete er die Ausbildung mit einem PhD an der Columbia University. 1964 wurde er Assistant Professor an der Princeton University, wechselte zur University of Wisconsin 1966, wo er 1970 eine Professur erhielt. 1970 bis 1986 lehrte er als Professor an der McGill University, bevor er zur Ohio State University (OSU) ging. Dort erhielt er den Distinguished Scholar Award 1993. Er gehörte dem Council for European Studies und dem Council for the Inter-Universal Consortium for Political and Social Research an.
Seine Schwerpunkte waren die soziale Schichtung und Historische Soziologie in den USA, Kanada, Großbritannien, Frankreich und Deutschland. Hierbei wurde er bekannt durch seine Studie über Hitlers Wähler (1982), in der er eine Anfälligkeit für die NSDAP auch in der Oberschicht konstatierte, indem er wohlhabende Berliner Wohnviertel und die anderer Städte wie Hamburg und Köln genauer untersuchte. Auch argumentierte er mit den Bahnfernreisenden, die auf den großen Bahnhöfen während einer Urlaubsreise ihre Stimmen abgaben, und mit den Schiffspassagieren. Beide Gruppen waren meist überdurchschnittlich wohlhabend und wiesen leicht überdurchschnittliche Wahlergebnisse für die NSDAP auf. Eine weitere aufschlussreiche soziale Gruppe sind Studenten, für die auch Universitätswahlen heranzuziehen sind. Trotzdem ist eine eindeutige statistisch signifikante Zuordnung schwierig.

## Schriften
- Affluence and the French Worker in the Fourth Republic, 1967
- Class and Politics in the United States, 1972
- Who Voted for Hitler?, 1982 repr. 2014 ISBN 9780691614366
- State of the Masses, 1986
- The Bourgeois Epoch. Marx and Engels on Britain, France, and Germany, 1991
- The social misconstruction of reality : validity and verification in the scholarly community, 1996
- Mass society, pluralism and bureaucracy explication, assessment and commentary, 2000
- mit Holger H. Herwig: The Origins of World War I, Cambridge University Press 2009 ISBN 978-0521102186
- President McKinley, War and Empire: President McKinley and the Coming of War, 1898, Routledge 2017 ISBN 978-1138513570